# Dolby Surround

Лого систем Dolby

Система 2.0 + 1(тил)

Dolby Surround — найперша загальнодоступна версія формату Dolby Stereo, призначеного для кодування багатоканального аналогового звуку. Розроблено компанією Dolby. На ринку з'явився в 1982 році разом з появою стерео — і Hi-Fi-систем для домашнього використання.
Поняття Dolby Surround використовується, щоб відрізнити чотирьохканальні стереосистеми кінотеатрів від домашніх двохканальних. Також термін застосовується для позначення формату, в якому зроблений запис.
При виробництві саундтрека у форматі Dolby Stereo / Dolby Surround, чотирьохканальний звук: лівий, центральний, правий і моно-сурраунд, — піддаються матричному перекодуванню на дві аудіодоріжки. Після цього запис здійснюється на носій (відеокасету, лазерний диск) або передається через телевізійну мережу. Сигнал декодується кінцевим пристроєм назад в чотирьохканальний звук. Без декодера сигнал відтворюється як стандартний стереофонічний або монофонічний.
Оскільки технологія Dolby Surround щодо декодування монофонічного сурраунд-треку аналогічна Dolby Stereo, саундтрек у форматі Dolby Stereo майже без змін перетвориться в стереофонічний, що знижує вартість перезапису фільму у відеоформаті. Багато декодерів L / R / S Dolby Surround мають у своєму складі модифікований декодер Dolby B. У середині 1980-х років формат Dolby Surround був перероблений і в 1987 році перейменовано в Dolby Pro Logic .